# Ostiano
Ostiano är en ort och kommun i provinsen Cremona i regionen Lombardiet i Italien. Kommunen hade 2 880 invånare (2018).